# Танида, Кинуко
Кинуко Танида (-Идогава) (яп. 谷田絹子, англ. Kinuko Tanida; 18 сентября 1939, Осака, Япония — 4 декабря 2020) — японская волейболистка, нападающая. Чемпионка летних Олимпийских игр 1964 года, чемпионка мира 1962.

## Биография
Волейболом Кинуко Танида начала заниматься в средней школе «Ситенодзи», из которой вышло несколько волейболисток, выступавших впоследствии за сборную страны. В 1959 была приглашена в сильнейшую команду Японии «Нитибо», а спустя год дебютировала на международном уровне в составе национальной команды страны, с которой стала серебряным призёром чемпионата мира в Бразилии. В 1962 Танида выиграла «золото» очередного мирового первенства, проходившего на поле основного соперника, которым на протяжении многих лет стала сборная СССР.
В 1964 году на дебютном для волейбола олимпийском турнире в Токио Танида со своей сборной стала обладательницей золотых наград. После олимпийского триумфа завершила игровую карьеру, как и большинство волейболисток сборной страны. Впоследствии работала тренером.

### Клубная карьера
- …—1958 —  «Ситенодзи скул» (Сонедзиро);
- 1959—1964 —  «Нитибо» (Кайдзука).

## Достижения

### Клубные
- 5-кратная чемпионка Японии — 1959, 1961—1964.

### Со сборной Японии
- Олимпийская чемпионка 1964.
- чемпионка мира 1962;
  - серебряный призёр чемпионата мира 1960.